# HK Dynamo Balaschicha
Der HK Dynamo Balaschicha (russisch ХК Динамо Балашиха) war ein russischer Eishockeyklub aus Balaschicha. Die Mannschaft spielte bis 2017 in der Wysschaja Hockey-Liga und trug ihre Heimspiele in der Balaschicha-Arena aus. Die Vereinsfarben sind Blau und Weiß.

## Geschichte
2010 wurde der HK Dynamo Twer als Farmteam des im selben Jahr aus der Fusion des HK Dynamo Moskau und HK MWD Balaschicha entstandenen OHK Dynamo aus der Kontinentalen Hockey-Liga gegründet und nahm zur Saison 2010/11 den Spielbetrieb in der neuen zweiten russischen Spielklasse, der Wysschaja Hockey-Liga auf, welche die Wysschaja Liga abgelöst hatte. Im Sommer 2011 zog der Verein nach Balaschicha um und trägt seine Heimspiele seither in der Balaschicha-Arena aus. Ab 2012 fungierte der Verein als Farmteam des HK Dynamo Moskau, der nach zwei Jahren wieder den Originalnamen angenommen hatte.
Am Ende der Saison 2016/17 gewann Dynamo Balaschicha den Bratina-Pokal, die Meisterschaftstrophäe der multinationalen zweiten Spielklasse. Im Frühsommer 2017 geriet Dynamo Moskau in finanzielle Schwierigkeiten, so dass das Farmteam vom Spielbetrieb zurückgezogen wurde. Stattdessen unterzeichnete Dynamo Moskau einen Kooperationsvertrag mit dem HK Buran Woronesch.
Seit 2019 ist der HK Dynamo Twer erneut Farmteam von Dynamo Moskau.